# Louiqa Raschid
Louiqa Raschid, née le 17 mars 1958 à Colombo au Sri Lanka, est une chercheuse en informatique, srilankaise puis américaine.
Elle est spécialisée dans la gestion de bases de données informatiques et la science des données avec des applications en biologie, en médecine, sur les données financières et socio-économiques ainsi que pour la gestion des catastrophes. Elle est professeure à la Robert H. Smith School of Business et au centre de recherches UMIACS de l'Université du Maryland, au College Park.

## Formation et carrière
Louiqa Raschid naît au Sri Lanka en 1958. Elle effectue sa scolarité au Bishop's College puis à l'école du couvent St. Bridget ; elle remporte la première place parmi tous les Sri Lankais au General Certificate of Education de 1973, puis elle déménage en Inde pour y poursuivre ses études universitaires.  Elle obtient en 1980 un Bachelor of Science (baccalauréat en sciences) de l'Institut indien de technologie de Madras, puis elle part aux États-Unis pour y accomplir un doctorat en génie électrique en 1987 à l'Université de Floride,.
Après son doctorat, Louiqa Raschid intègre la Robert H. Smith School of Business comme professeure assistante en 1987, où elle est promue professeure titulaire en 2002. Elle travaille également avec l'Institute for Advanced Computer Studies (Institut des Études informatiques avancées) et avec le Department of Computer Science (département des sciences informatiques) de l'université du Maryland à partir de 1994.
Elle est aussi rédactrice en chef de l'ACM Journal of Data and Information Quality, de 2013 à 2017,.

## Reconnaissance
Louiqa Raschid est élue en 2016 membre de l'Association for Computing Machinery pour ses travaux sur la gestion et l'intégration de données dans des domaines non traditionnels, comme la biomédecine, la finance et les applications humanitaires.
Elle est reconnue comme Fellow de l'Institute of Electrical and Electronics Engineers (IEEE - Institut des ingénieurs en électricité et en informatique) en 2021.